# Petra Burka
Petra Burka (* 17. November 1946 in Amsterdam, Niederlande) ist eine ehemalige kanadische Eiskunstläuferin, die im Einzellauf startete. Sie ist die Weltmeisterin von 1965.
Petra Burka ist eine Tochter der Ellen Burka und des tschechisch-kanadischen Künstlers Jan Burka. Ihre Eltern wanderten mit ihr 1951 aus den Niederlanden nach Kanada aus. Kurz danach begann sie mit dem Eiskunstlaufen. Ihre Mutter ist die Eiskunstläuferin und Trainerin Ellen Burka, die Toller Cranston, Karen Magnussen und auch ihre Tochter zu Erfolgen führte. Burkas Talent wurde schnell offenbar. Bei den nationalen Meisterschaften landete sie als erste Frau überhaupt im Wettbewerb einen dreifachen Sprung, den dreifachen Salchow. Nach ihrer ersten Weltmeisterschaft, bei der sie 1962 Vierte geworden war, ging ihr die finanzielle Unterstützung aus. Stafford Smythe, der Mitbesitzer der Toronto Maple Leafs erkannte jedoch ihr Talent und bot ihr an, in den Maple Leaf Gardens zu trainieren, jeden Morgen, bevor die Eishockeyspieler ihr Training hatten.
In den Jahren 1964 bis 1966 wurde Petra Burka kanadische Meisterin. Sieh nahm im Zeitraum von 1962 bis 1966 an allen Weltmeisterschaften teil und platzierte sich nie schlechter als Fünfte. Bei den Weltmeisterschaften 1964 und 1966 gewann sie die Bronzemedaille, erst hinter Sjoukje Dijkstra und Regine Heitzer, dann hinter Peggy Fleming und Gabriele Seyfert. 1965 wurde Burka in Colorado Springs Weltmeisterin. Bei ihren einzigen Olympischen Spielen gewann Burka 1964 in Innsbruck Bronze hinter Dijkstra und Heitzer.
Nach ihrem Karriereende wurde sie Kommentatorin bei CBS und CBC und Trainerin. Seit 1999 arbeitet sie als Beraterin für das Team Kanada.

## Ergebnisse
| Wettbewerb / Jahr          | 1962 | 1963 | 1964 | 1965 | 1966 |
| -------------------------- | ---- | ---- | ---- | ---- | ---- |
| Olympische Winterspiele    |      |      | 3.   |      |      |
| Weltmeisterschaften        | 4.   | 5.   | 3.   | 1.   | 3.   |
| Kanadische Meisterschaften | 2.   | 2.   | 1.   | 1.   | 1.   |